# Megeremaeus montanus
Megeremaeus montanus är en kvalsterart som beskrevs av Harold G. Higgins och Tyler A. Woolley 1965. Megeremaeus montanus ingår i släktet Megeremaeus och familjen Megeremaeidae. Inga underarter finns listade i Catalogue of Life.